# Петровский (Дмитровский район)
Петро́вский — посёлок в Дмитровском районе Орловской области, входит в состав Берёзовского сельского поселения. Население — 10 чел. (2010).

## География
Расположен в 18 км к югу от Дмитровска на правом берегу реки Осмонь в 0,7 км от границы с Курской областью. Высота над уровнем моря — 204 м.

## История
В 1926 году в посёлке было 18 дворов, проживало 108 человек (49 мужского пола и 59 женского). В то время Петровский входил в состав Осмонского сельсовета Круглинской волости Дмитровского уезда Орловской губернии. С 1928 года в составе Дмитровского района. В 1937 году в Петровском было 17 дворов.
С упразднением Осмонского сельсовета в 1954 году посёлок был передан в Малобобровский сельсовет, а затем (после 1975 года) — в Берёзовский сельсовет.

## Население
| 1926 | 1979 | 2002 | 2010 |
| ---- | ---- | ---- | ---- |
| 108  | ↘25  | ↘10  | →10  |